# Pterygostemon
Pterygostemon é um género botânico pertencente à família Brassicaceae.